# گروه ۲۴

اعضای گروه ۲۴

این گروه متشکل از بیست و چهار کشور از سه منطقه جغرافیایی آفریقا، آمریکای لاتین و کارائیب و آسیا است.

## کشورهای عضو
فهرست اعضای گروه ۲۴ به شرح زیر است:
منطقه ۱ (آفریقا):
- الجزایر
- ساحل عاج
- جمهوری دموکراتیک کنگو
- مصر
- اتیوپی
- گابن
- غنا
- کنیا
- مراکش
- نیجریه
- آفریقای جنوبی

منطقه ۲ (آمریکای لاتین و کارائیب):
- آرژانتین
- برزیل
- کلمبیا
- اکوادور
- گواتمالا
- هائیتی
- مکزیک
- پرو
- ترینیداد و توباگو
- ونزوئلا

منطقه ۳ (آسیا):
- چین
- هند
- ایران
- لبنان
- پاکستان
- فیلیپین
- سری‌لانکا
- سوریه

چین به عنوان «مدعو خاص» در این گروه حاضر است.. کشورهای عضو گروه ۷۷ می‌توانند به عنوان ناظر در این گروه شرکت کنند.

### کشورهای ناظر
فهرست ناظران گروه ۲۴ به شرح زیر است:
- عربستان سعودی
- اندونزی
- امارات متحده عربی

## پیشینه
گروه ۲۴ به منظور ایجاد هماهنگی و پیشبرد مواضع کشورهای درحال توسعه در قلمروهای پولی و توسعه مالی در اواخر سال ۱۹۷۱ ایجاد شد. این گروه در پی بحران مالی که با شناور شدن دلار در سال ۱۹۷۱ تشدید شده بودند، در جریان اجلاس وزرای گروه ۷۷ در نوامبر ۱۹۷۱ در لیما (پرو) ایجاد شد.

## اهداف
هدف اصلی این گروه تضمین منافع کشورهای عضو از طریق هماهنگی سیاست‌های اقتصادی و پولی در مجامع بین‌المللی است. این گروه در واقع به منظور حفظ منافع خاص اعضای خود در مقابل کشورهای صنعتی ایجاد شده‌است.
یکی دیگر از اهداف این گروه اصلاح ساختار موسسات مالی و پولی بین‌المللی به منظور لحاظ نمودن منافع اعضای خود می‌باشد.

## ساختار
مهمترین رکن گروه ۲۴ گردهمایی وزرای دارایی و روسای بانک‌های مرکزی کشورهای عضو می‌باشد. این رکن هر سال دوبار تشکیل جلسه می‌دهد. مقدمات این گردهمایی توسط معاونان وزرای دارایی و روسای بانک‌های مرکزی تهیه می‌شود. گروه ۲۴ یک دفتر هم دارد که دارای رئیس و دو معاون می‌باشد. یک دفتر ارتباطات نیز در واشینگتن به منظور تسهیل روابط با موسسات پولی و مالی بین‌المللی یعنی صندوق بین‌المللی پول و بانک جهانی ایجاد شده‌است.

## عملکرد
یکی از مهمترین فعالیت‌های گروه ۲۴ توسعه مشارکت کشورهای درحال توسعه در تصمیم‌گیری‌های صندوق بین‌المللی پول و بانک جهانی است. البته موفقیت‌هایی هم در این زمینه کسب شده‌اند، اما ساختارهای موسسات پولی و مالی بین‌المللی خود موانع مهمی در مقابل مشارکت اعضای این گروه در تصمیم سازی‌های این نهاد می‌باشند.